# أيمن مكرم
أيمن مكرم (4 أغسطس 1967 -) هو مخرج مصري. 

## حياته
بدأ مشواره الفني ناقد سينمائي ثم كمساعد مخرج، ثم أعلن موهبته كمخرج عندما قدم فيلم «خليك في حالك» ثم «شيكامارا». تخرج في قسم الفلسفة في كلية الآداب جامعة المنيا دفعه حبه للفن للالتحاق بمعهد السينما ليدرس الإخراج ويتتلمذ على يد المخرج الكبير «علي بدرخان».

## أعماله

### أفلام من إخراجه
- 2007: خليك في حالك
- 2007: شيكامارا
- 2008: مناحي
- 2011: هالو كايرو

### مسلسلات من إخراجه
- 2011: إحنا الطلبة

## وصلات خارجية
- أيمن مكرم على موقع IMDb (الإنجليزية)
- أيمن مكرم على موقع الدهليز
- أيمن مكرم على موقع قاعدة بيانات الأفلام العربية

- أيمن مكرم في قاعدة بيانات الأفلام العربية